# Saint-Romain-le-Puy

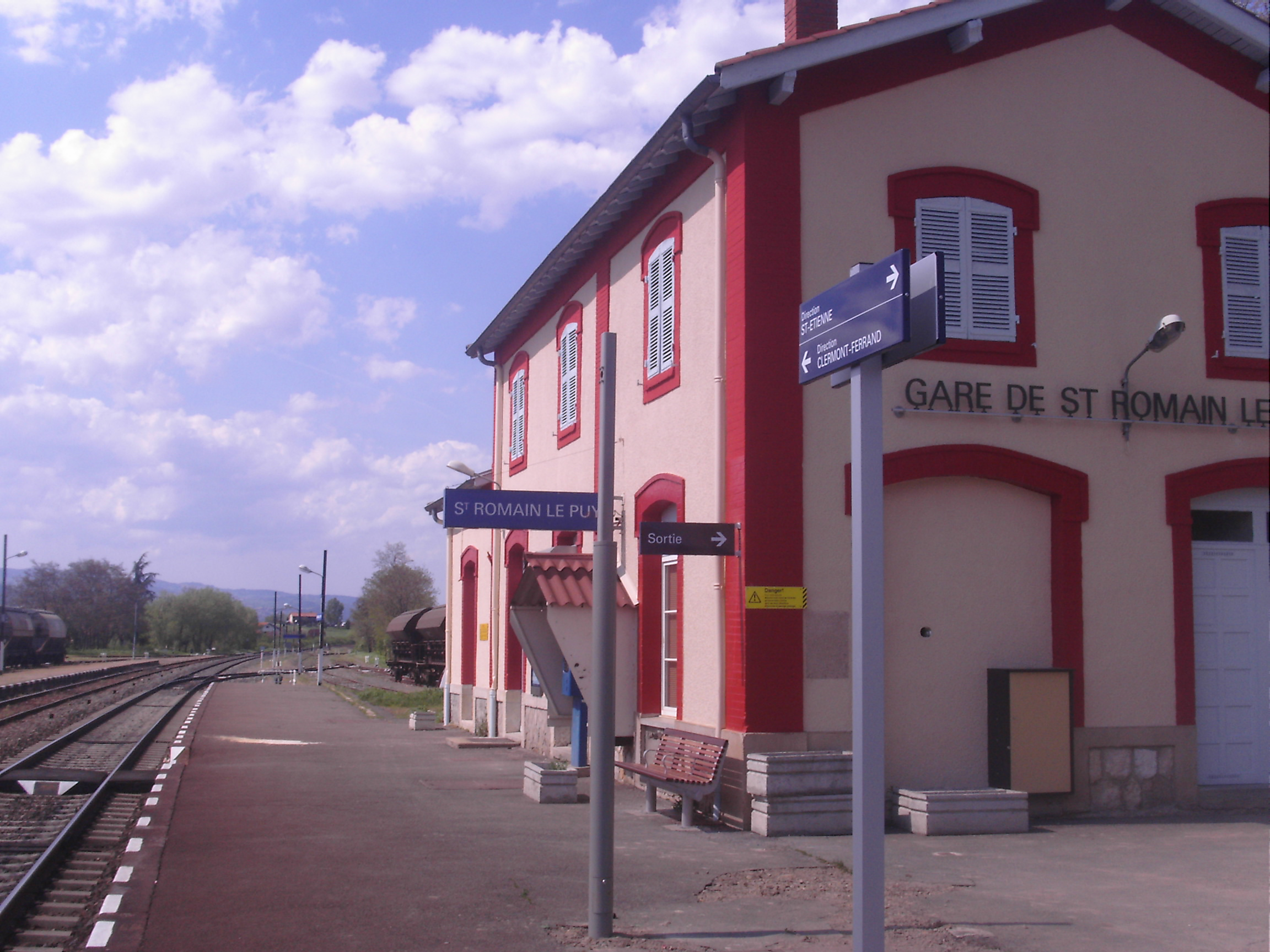
Dworzec kolejowy w Saint-Romain-le-Puy, 2007

Saint-Romain-le-Puy – miejscowość i gmina we Francji, w regionie Owernia-Rodan-Alpy, w departamencie Loara.
Według danych na rok 1990 gminę zamieszkiwało 2616 osób, a gęstość zaludnienia wynosiła 124 os./km² (wśród 2880 gmin regionu Rodan-Alpy Saint-Romain-le-Puy plasuje się na 341. miejscu pod względem liczby ludności, natomiast pod względem powierzchni na miejscu 457.).